# Crematogaster gallicola
Crematogaster gallicola är en myrart som beskrevs av Auguste-Henri Forel 1894. Crematogaster gallicola ingår i släktet Crematogaster och familjen myror.

## Underarter
Arten delas in i följande underarter:
- C. g. gallicola
- C. g. latro
- C. g. rauana